# Kazimierz Brakoniecki
Kazimierz Brakoniecki (ur. 12 grudnia 1952 w Barczewie) – polski poeta, eseista, krytyk literacki, redaktor, animator kultury.

## Życiorys
Zdał maturę w III. Liceum Ogólnokształcącym im. Mikołaja Kopernika w Olsztynie.
Ukończył studia polonistyczne oraz podyplomowe z muzeologii na Uniwersytecie Warszawskim. W 1990 uczestniczył w założeniu Wspólnota Kulturowa "Borussia", a w 1996 Olsztyńskiego Stowarzyszenia Przyjaciół Bretanii i Francji "Amitié". W latach 1991–1997 redaktor naczelny poświęconego kulturze, historii i literaturze Warmii i Mazur pisma "Borussia". Współautor pracy "Borussia. Ziemia i ludzie", antologii piśmiennictwa o Ziemi Pruskiej.
Mąż Hanny Brakonieckiej.
Jako poeta debiutował w prasie literackiej w 1975. Cztery lata później wydał swój pierwszy tomik wierszy "Zrosty". Ostatnie publikacje poety to m.in.:
- Światowanie – tom prozy i poezji (1999)
- Muza domowa – wybór wierszy z lat 80. i 90. (2000)
- Światologia – tom prozy i poezji (2001)
- Moralia – tomik wierszy (2002)
- Warmiński budda – tomik wierszy (2007)
- Europa minor – tom poezji (2007)
- Historie bliskoznaczne (2008)
- Chiazma (2012)
- Terra Nullius (2014)
- Obrazy polskie (2017)[3]

Jest laureatem kilku ogólnopolskich nagród literackich m.in.:
- nagrody redakcji Nowego Wyrazu za debiut "Zrosty" w 1980
- nagrody im. S. Piętaka za tom Idee w 1991
- nagrody redakcji Czasu Kultury za tom "Metaxu" w 1993
- Nagrody Orfeusza Mazurskiego 2013 za najlepszy tom wydany w Polsce północno-wschodniej dla tomu Chiazma[4]
- finał Nagrody Poetyckiej im. K.I. Gałczyńskiego - Orfeusz 2013 za tom Chiazma[5]
- nominacja do Nagrody Poetyckiej im. K.I. Gałczyńskiego - Orfeusz 2015 za tom Terra Nullius[6]
- nominacja do Nagrody Poetyckiej im. K.I. Gałczyńskiego - Orfeusz 2018 za tom Obrazy polskie[7]

a także:
- Nagrody Ministra Kultury za rok 2001 za upowszechnianie kultury
- Lauru UNESCO w 2007 za swoją twórczość i upowszechnianie kultury narodowej
- Literackiej Nagrody Warmii i Mazur w 2009